# José António Carlos de Seixas
José António Carlos de Seixas (ook wel: Carlos Seixas Coimbra, 11 juni 1704 - Lissabon, 25 augustus 1742) was een Portugees componist en organist, die vooral bekend is van zijn klaviersonates.

## Levensloop
Seixas was de zoon van een organist. Hij werd opgeleid door zijn vader en nam diens positie als organist van de kerk Sé Velha de Coimbra over in 1718. Hij was toen veertien jaar oud.
Twee jaar later verhuisde hij naar Lissabon, waar hij de functie van organist van de koninklijke kapel kon krijgen, in combinatie met die van organist bij de Kathedraal van Lissabon. Dat bleef hij de rest van zijn leven. Daarnaast gaf hij klavecimbellessen en schreef hij composities. Hij raakte bevriend met Domenico Scarlatti, die tussen 1720 en 1728 aan het Portugese hof de functie van hofcomponist vervulde. Het verhaal gaat dat Dom António, de broer van de koning, vroeg of de veel oudere Scarlatti aan Carlos Seixas klavecimbelles wilde geven. Scarlatti moet hebben geantwoord dat hij er meer in zag om bij Carlos Seixas les te nemen.
In 1738 werd Carlos Seixas door koning Johan V van Portugal tot ridder geslagen, in hetzelfde jaar trouwens als Scarlatti, die daarvoor speciaal even overkwam uit Madrid, waar hij toen een functie had aan het Spaanse hof. Carlos Seixas overleed in 1742 aan acuut reuma in Lissabon. Hij liet een vrouw en vijf kinderen na.

## Oeuvre
Veel werken van Carlos Seixas zijn verloren gegaan bij de aardbeving in Lissabon van 1755. Overgebleven zijn:
- ca. 100 klaviersonates, plus een kleine 20 klaviersonates die aan hem worden toegeschreven, maar waarvan het auteurschap dubieus is;
- ca. 20 toccata's, waarvan een paar misschien niet van Carlos Seixas zijn;
- een symfonie, een ouverture en twee klavecimbelconcerten;[1]
- een mis en acht vocale werken, alle voor gebruik in de liturgie.

Er is geen enkel stuk in het handschrift van de componist bewaard gebleven. Alle bewaard gebleven stukken zijn kopieën.
Ondanks de vriendschap tussen Carlos Seixas en Scarlatti zijn hun klaviersonates geheel verschillend van karakter. De muziek van Carlos Seixas doet veel meer dan die van Scarlatti denken aan de ‘Empfindsame stijl’. Zijn sonates bestaan doorgaans uit twee of meer delen. Vaak wordt het laatste deel gevolgd door een korte coda, doorgaans in de vorm van een menuet.
Volgens tijdgenoten had Carlos Seixas ruim 700 sonates op zijn naam staan. Uit de sonates die bewaard zijn gebleven, stelde de musicoloog Macario Santiago Kastner (1908-1992) in 1965 een verzameling van 80 en in 1980 een verzameling van 25 sonates samen. Beide bundels zijn in druk verschenen. Bij een uitvoering van een sonate van Carlos Seixas wordt doorgaans het nummer in een van beide bundels vermeld. Die nummers hebben niets te maken met de volgorde waarin de sonates zijn gecomponeerd, want die kennen we niet.
Carlos Seixas’ liturgische muziek klinkt verrassend traditioneel vergeleken met zijn instrumentale muziek. In de jaren zeventig van de twintigste eeuw werd in het archief van de kathedraal van Viseu een complete mis van Carlos Seixas' hand ontdekt.

## Overzicht van zijn werken

### Koorwerken
- Mis in G-majeur
- Tantum ergo
- Ardebat vincentius
- Conceptio gloriosa
- Gloriosa virginis Mariae
- Hodie mobis caelorum
- Sicut cedrus
- Verbum caro
- Dythyrambus in honorem et laudem Div. Antonii Olissiponensis

### Instrumentale werken
- Ouverture in D-majeur
- Symfonie in Bes
- Concert voor klavecimbel en strijkorkest in A-majeur
- Concert voor klavecimbel en strijkorkest in g-mineur
- ca. 100 klaviersonates, bedoeld voor klavecimbel, klavichord of orgel
- ca. 20 toccata's voor klavecimbel, klavichord of orgel

## Noot
1. ↑  Het tweede klavecimbelconcert, in g-mineur, is anoniem gepubliceerd. Pas in 2012 analyseerde João Pedro d'Alvarenga het stuk en kwam hij tot de conclusie dat het van Carlos Seixas moet zijn (in Carlos Seixas’s Harpsichord Concerto in G Minor: An Essay in Style Analysis and Authorship Attribution’, Ad Parnassum: A Journal of Eighteenth- and Nineteenth-Century Instrumental Music, 10/19 (2012), blz. 27-50).
2. ↑  In 1994 is in Coimbra een opname van deze mis gemaakt, die is uitgebracht op Seixas: Sonatas / Missa (Veritas x2 50999 0 96349 2 3, 2011)

- Bibsys: 8016532
- Biblioteca Nacional de España: XX1488324
- Bibliothèque nationale de France: cb13899643x (data)
- CiNii: DA07209705
- Gemeinsame Normdatei: 123853222
- International Standard Name Identifier: 0000 0000 8092 0157
- Library of Congress Control Number: n79150264
- Nationale Bibliotheek van Letland: 000118787
- MusicBrainz: 064cee58-4302-4c02-bba4-aff714ab13e8
- Bibliotheek van het Japanse parlement: 001356633
- Nationale Bibliotheek van Tsjechië: xx0058923
- Nationale bibliotheek van Australië: 35636737
- Nationale Bibliotheek van Israël: 987007282706505171
- Nederlandse Thesaurus van Auteursnamen: 107878909
- Réseau des bibliothèques de Suisse occidentale: 02-A025845815
- Istituto Centrale per il Catalogo Unico: LO1V168929
- SNAC: w6974mpz
- Système universitaire de documentation: 112112730
- Trove: 1023180
- Virtual International Authority File: 12492861
- WorldCat: E39PBJwX8CWdqqhqC8RPpGMgKd